# Wilayat Algeriens
Als Wilaya (arabisch ولاية, DMG Wilāya; Pl. Wilayat / ولايات / Wilāyāt) bezeichnet man besonders in Algerien, aber auch in manchen andere Staaten aus dem islamischen Kulturraum, die Verwaltungsbezirke der obersten Ebene (Provinz).
Die algerischen Wilayat sind stets nach ihrer Hauptstadt benannt, die in den allermeisten Fällen auch die größte Stadt im Wilaya ist. Dies kommt vor allem daher, dass die Region, die das Wilaya markiert, oft nahezu gleichbedeutend mit dem Stadtgebiet ist, was in Algerien auf die Ansiedlungsstruktur zurückzuführen ist. Denn da sich im Süden hauptsächlich die Sahara-Wüste erstreckt, während sich im Norden das siedlungsfreundliche Atlasgebirge und die Küste zum Mittelmeer befinden, bündeln sich die bewohnten Gebiete im Norden.
Im Dezember 2019 wurden – vorwiegend im Süden Algeriens – zehn neue Provinzen  geschaffen.
Insgesamt gibt es derzeit 58 Wilayat in Algerien. In jedem gibt es einen Wali, eine Art Gouverneur, der der höchststehende Politiker des Wilaya ist.
Innerhalb eines Wilaya gibt es als nachgeordnete Verwaltungsebene die Daïra (den Kreis) und als unterste Ebene die Kommune (arabisch بلدية, DMG Baladiyya, französisch Commune algérienne). Die Kommunen haben wie die Wilayat den Status von Collectivités territoriales (Gebietskörperschaften).

## Liste der Wilayat Algeriens

Wilayat Algeriens

1. Adrar
2. Chlef
3. Laghouat
4. Umm al-Bawāqī
5. Batna
6. Bejaia
7. Biskra
8. Bechar
9. Blida
10. Bouira
11. Tamanrasset
12. Tebessa
13. Tlemcen
14. Tiaret
15. Tizi Ouzou
16. Algier
17. Djelfa
18. Jijel
19. Sétif
20. Saida
21. Skikda
22. Sidi Bel Abbès
23. Annaba
24. Guelma
25. Constantine
26. Medea
27. Mostaganem
28. M’Sila
29. Mascara
30. Ouargla
31. Oran
32. El Bayadh
33. Illizi
34. Bordj Bou Arreridj
35. Boumerdes
36. El Tarf
37. Tindūf
38. Tissemsilt
39. El Oued
40. Khenchela
41. Souk Ahras
42. Tipasa
43. Mila
44. Ain Defla
45. Naama
46. Ain Temouchent
47. Ghardaia
48. Relizane
49. El M’Ghair
50. El Meniaa
51. Ouled Djellal
52. Bordj Badji Mokhtar
53. Béni Abbès
54. Timimoun
55. Touggourt
56. Djanet
57. In Salah
58. In Guezzam

## Geschichte

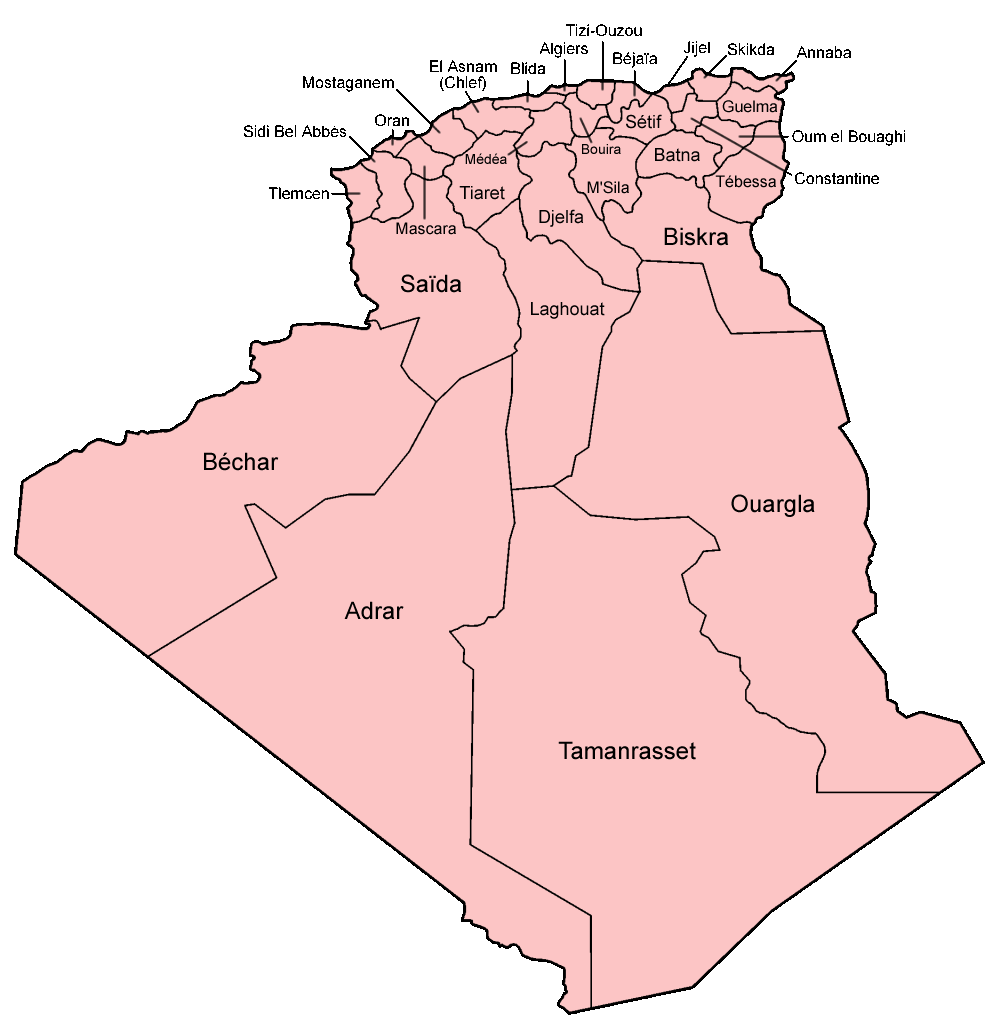
Provinzeinteilung Algeriens von 1974–1983

Die regionale Einteilung geht auf die französische Kolonialherrschaft zurück, in der das Land 1848 in drei Départements (Algier, Oran und Constantine) eingeteilt wurde, 1955 kam ein viertes, Bône (=Annaba) hinzu. Während des algerischen Unabhängigkeitskrieges (1954 bis 1962) wurde das Land neu gegliedert, es entstanden 17 Départements. Nach Erlangen der Unabhängigkeit 1962 wurden die Départements in Wilayat umbenannt, sie und die Städte erhielten zum Teil neue, arabische Namen, ansonsten blieb die Struktur weitgehend unverändert.
Erst im Jahr 1974 erfolgte die Aufteilung in 31 Wilayat, die bis 1983 Bestand hatte, ehe 1984 und 2019 einige Provinzen erneut geteilt wurden, sodass es seitdem 58 Wilayat gibt.
Siehe auch: Vilâyet